# Middelbare leeftijd

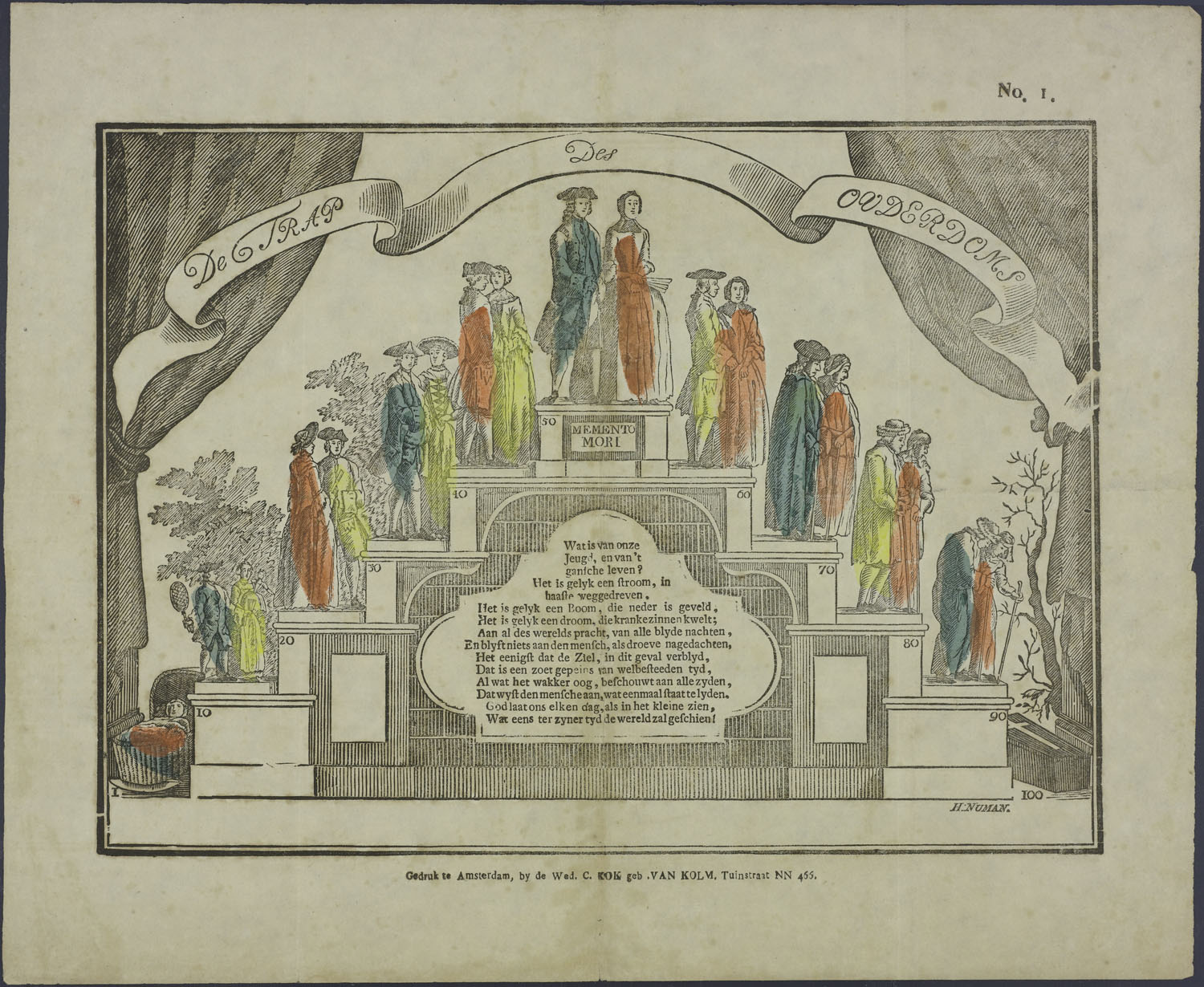
Op de trap des ouderdoms of de levenstrap is de vijftiger precies halverwege (centsprent, ca. 1845).

Middelbare leeftijd is een leeftijdscategorie tussen die van jonge volwassene en bejaarde. De exacte minimum- en maximumleeftijd voor de categorie zijn niet gedefinieerd, maar vaak wordt uitgegaan van de periode op driekwart van de gemiddelde levensverwachting van mensen. In westerse landen komt dat neer op een leeftijd tussen de 40 en 60 jaar oud. De Oxford English Dictionary geeft de leeftijd als tussen de 45 en 60.
Mensen op middelbare leeftijd beginnen vaak de eerste tekenen van ouderdom te vertonen. Hun huid wordt minder elastisch, hun haar begint grijs te worden of te verdwijnen, de maximum hartslag gaat omlaag, en de krachten, reflexen en het denkvermogen nemen af. Omdat mensen allemaal anders oud worden, kunnen er echter grote verschillen zijn tussen verschillende mensen van dezelfde leeftijd.
Zowel bij mannen als vrouwen neemt de vruchtbaarheid af als ze middelbare leeftijd bereiken. Op deze leeftijd nog kinderen krijgen brengt een verhoogd risico op miskramen en kinderen met aangeboren afwijkingen met zich mee. De meeste vrouwen krijgen op middelbare leeftijd hun menopauze.
In ontwikkelde landen neemt het sterftecijfer zichtbaar toe vanaf de leeftijd van 40 jaar.
Bij sommige mensen van de middelbare leeftijd treedt een midlifecrisis op.